# Veiðileysufjörður (fjord i Island, lat 65,94, long -21,39)
Veiðileysufjörður är en fjord i republiken Island.   Den ligger i regionen Västfjordarna, i den nordvästra delen av landet, 200 km norr om huvudstaden Reykjavík.